# F. C. Erzgebirge Aue
El FC Erzgebirge Aue es un club de fútbol situado en la ciudad alemana de Aue, en Sajonia. Anteriormente el equipo jugaba las ligas de la extinta República Democrática Alemana, y pertenece a la 3. Liga, tercera división del fútbol alemán.

## Historia
El club fue fundado como BSG Pneumatik Aue el 4 de marzo de 1946 bajo el patrocinio de las empresas locales de construcción. Los cambios de patrocinio condujeron a cambios en el nombre, primero a Zentra Wismut Aue en 1949 y luego a SC Wismut Aue en 1951.
El club se desempeñó en forma regular hasta que en 1954 el gobierno de la Alemania del este decidió que la ciudad de Chemnitz, recientemente renombrada como Karl Marx Stadt, merecía un equipo de calidad y debido a eso, el nombre del equipo cambió a SC Wismut Karl Marx Stadt, aunque nunca fue relocalizado. Durante esa época el club tuvo un papel dominante  en el fútbol de la Alemania del este.    Consiguió en 1955 la Copa de la RDA y luego los títulos nacionales de 1956, 1957, y 1959. También jugó la final de la edición 1959 de la FDGB-Pokal, pero perdió 2:3 frente al Dynamo de Berlín en el partido de vuelta, habiendo empatado 0:0 en el de ida. En 1963 Karl Marx Stadt consiguió su propio equipo y la escuadra de Aue recuperó su identidad como BSG Wismut Aue.
El club continuó gozando de cierto éxito permaneciendo en la DDR-Oberliga, la liga superior del fútbol de Alemania del este. No volvió a ganar otro campeonato y tiene el récord de ser el equipo de fútbol que más partidos jugó en esa liga. Aue también participó en la Copa UEFA en 1985, siendo eliminado en la primera ronda. Después de la reunificación de Alemania en 1990 el club fue renombrado FC Wismut Aue, antes de adquirir su nombre actual, FC Erzgebirge Aue en 1993. El nombre “Erzgebirge”, Montes Metálicos en castellano, se debe a que el club está situado en la parte occidental de estas montañas.
En las ligas de la Alemania reunificada, Aue comenzó a jugar en la Amateur Oberliga                                                                      Nordost/Süd (III), que rápidamente se transformó en la Regionalliga Nord (III). Después de un sorpresivo título en el 2003 en esa liga el equipo ascendió a la 2.Bundesliga donde se ha desempeñado en forma más que respetable.

## Curiosidades
- La ciudad de Aue tiene una población de cerca de 18.000 habitantes, lo que la hace una de las ciudades más pequeñas con un equipo en la segunda categoría del fútbol alemán.
- Erzgebirge Aue atrae simpatizantes de aglomeraciones urbanas más grandes como Chemnitz y Zwickau. Los clubes de fútbol de estas ciudades son rivales tradicionales del Aue.
- El apodo del equipo es Veilchen (Violetas) debido a los colores del club.
- Aue se ubica 4.º en la tabla de posiciones de todos los tiempos de la DDR-Oberliga y a lo largo de 38 años jugó más partidos (1.019) que cualquier otro equipo de Alemania del Este.
- Uno de sus jugadores, Tommy Kassemodel, en realidad es el utilero del equipo, pese a estar inscrito como jugador. La razón de esto es que la Federación Alemana de Fútbol, reclama que los clubes deben tener en su plantilla cuatro jugadores procedentes de la cantera del club, al no llegar a esta cifra, se inscribió a Tommy, quien había jugado en la cantera del FC Erzgebirge Aue años atrás.

## Jugadores

### Máyores Presencias
- En la historia del club[cita requerida]

|    | Jugador          | País                | Partidos | Status              |
| -- | ---------------- | ------------------- | -------- | ------------------- |
| 1  | Martin Männel    | Alemania            | 457      | FC Erzgebirge Aue   |
| 2  | Jörg Weißflog    | Alemania            | 382      | Retirado            |
| 3  | Skerdilaid Curri | Albania             | 255      | Retirado            |
| 4  | René Klingbeil   | Alemania            | 232      | Retirado            |
| 5  | Marco Kurth      | Alemania            | 226      | Retirado            |
| 6  | Tomasz Kos       | Polonia             | 205      | Retirado            |
| 7  | Thomas Paulus    | Alemania            | 198      | SSV Jahn Regensburg |
| 8  | "Borče" Tomovski | Macedonia del Norte | 187      | Retirado            |
| 9  | Fabian Müller    | Alemania            | 185      | Inactivo            |
| 10 | Jörg Emmerich    | Alemania            | 181      | Retirado            |

## Entrenadores
- Kurt Gogsch (1946–1950)
- Walter Fritzsch (1950-1952)
- Rolf Kukowitsch (1952)
- Karl Dittes (1952-1955)
- Fritz Gödicke (1955-1958)
- Günter Horst (1958)
- Gerhard Hofmann (1958-1960)
- Manfred Fuchs (1960-1962)
- Armin Günther (1962-1965)
- Bringfried Müller (1965-1967)
- Gerhard Hofmann (1967-1971)
- Bringfried Müller (1971-1977)
- Manfred Fuchs (1977-1981)
- Hans-Ulrich Thomale (1981-1985)
- Harald Fischer (1985)
- Konrad Schaller (1985)
- Hans Speth (1986-1988)
- Jürgen Escher (1988)
- Ulrich Schulze (1988-1989)
- Jürgen Escher (1990)
- Klaus Toppmöller (1991-1991)
- Heinz Eisengrein (1991-1992)
- Lutz Lindemann (1992-1995)
- Ralf Minge (1995-1996)
- Lutz Lindemann (1996-1998)
- Frank Lieberam (1998-1999)
- Holger Erler (1999)
- Gerd Schädlich (1999-2007)
- Roland Seitz (2008)
- Heiko Weber (2008-June 2009)
- Rico Schmitt (2009-2012)
- Karsten Baumann (2012-2013)
- Falko Götz (2013-2014)
- Tomislav Stipić (2014-2015)
- Pavel Dochev (2015–2017)
- Thomas Letsch (2017)[1]
- Hannes Drews (2017–2018)
- Daniel Meyer (2017–2018)
- Hannes Drews (2018-2019)
- Marc Hensel (2019)
- Dirk Schuster (2019-2021)
- Aleksey Shpilevsky (2021)
- Marc Hensel y Carsten Müller (2021-2022)
- Pavel Dochev (2022–)

## Palmarés

### Torneos Nacionales
- DDR-Oberliga (3): 1955-56, 1956-57, 1958-59
- Copa de fútbol de la RDA (1): 1955
- Regionalliga Nord (3ª división) (1): 2003
- Copa de Sajonia (4): 2000, 2001, 2002, 2016
- Subcampeón de la Copa FDGB (1): 1959

## Participación en competiciones de la UEFA
| Temporada | Torneo                        | Ronda | Club                | Resultado     |
| --------- | ----------------------------- | ----- | ------------------- | ------------- |
| 1957–58   | European Clubs' Champions Cup | 1/16  | Gwardia Warszawa    | 1–3, 3–1, 1–1 |
| 1957–58   | European Clubs' Champions Cup | 1/8   | Ajax Ámsterdam      | 1–3, 0–1      |
| 1958–59   | European Clubs' Champions Cup | 1/16  | Petrolul Ploiesti   | 4–2, 0–2, 4–0 |
| 1958–59   | European Clubs' Champions Cup | 1/8   | IFK Göteborg        | 2–2, 4–0      |
| 1958–59   | European Clubs' Champions Cup | 1/4   | BSC Young Boys      | 2–2, 0–0, 1–2 |
| 1960–61   | European Clubs' Champions Cup | 1/16  | Glenavon FC         | w.o.1         |
| 1960–61   | European Clubs' Champions Cup | 1/8   | SK Rapid Wien       | 1–3, 2–0, 0–1 |
| 1985–86   | UEFA Cup                      | 1/32  | Dnipro              | 1–3, 1–2      |
| 1987–88   | UEFA Cup                      | 1/32  | Valur               | 0–0, 1–1      |
| 1987–88   | UEFA Cup                      | 1/16  | KS Flamurtari Vlorë | 1–0, 0–2      |

1- Glenavon FC abandonó el torneo.